# 摩天樓 (2012年電影)
《摩天樓》（： Tawo），是2012年12月25日上映的韓國災難片，由《華麗的假期》、《7號禁地》金志勋導演執導，薛耿求、金相慶、孫藝真擔任主演。
劇情概念源自1974年好萊塢電影《沖天大火災》，將故事場景移至首爾市中心兩棟高108層的虛構摩天大樓，講述平安夜裡發生在其中一棟摩天樓（河俯樓）的一場浩劫致命火災，同時講述人們如何逃脫以及面臨危及災害時的各種人性與不公。所有特技則使用3D立體效果，製作時期達至2年。

## 劇情簡介
李大浩是一名單親爸爸，同時也是首爾汝矣島「Tower Sky」豪華雙子大樓的管理經理。他原本承諾要在平安夜帶女兒哈娜去遊樂園，但因為即將舉辦的聖誕派對需要他負責監督準備工作，只能取消約定。這場派對的來賓包括大樓住戶、Tower Sky的擁有者兼社長趙先生，以及政商名流與政府官員。
儘管天氣預報警告當晚會有強風，加上「Riverview Tower」的灑水系統故障，趙先生和安全主管車先生仍決定如期舉辦派對。當晚，兩架直升機負責在派對上空撒人造雪，卻因上升氣流影響，導致其中一架失控墜毀。它的燈光設備撞上連接兩棟大樓的玻璃天橋，而另一架則直接撞進Riverview Tower的63樓，燃油洩漏後引發大火，現場瞬間陷入混亂與恐慌。
消防隊長姜英基原本放假，但臨時趕到現場指揮救援，帶領隊員吳炳滿與新人消防員李善宇進入大樓滅火。此時，李大浩焦急地尋找哈娜，卻不知道她其實和車先生、他的暗戀對象尹熙及其他倖存者被困在中餐廳內。
為了阻止火勢擴散，趙先生決定啟動防火牆，卻導致大批倖存者（包括李大浩與哈娜）被困在起火樓層。消防隊試圖炸開防火牆來拯救他們，但卻導致中餐廳樓層坍塌。在絕望之中，尹熙建議利用清潔吊艙逃生，但一對老夫妻不幸墜亡，而隊長姜英基則為一名重傷倖存者施打嗎啡，讓他無痛死亡。
倖存者決定穿越連接兩棟大樓的天橋，前往較安全的Cityview Tower，但天橋突然斷裂，導致車先生墜樓喪命，哈娜和善宇則僥倖逃過一劫。此時，Riverview Tower因為鋼筋結構受熱變形，開始向一側傾斜，消防總指揮張局長下令炸毀整棟大樓，以防它倒塌壓毀周圍建築。
為了延緩大樓倒塌，姜英基帶著李大浩進入控制室釋放儲水槽中的水。他們搭乘貨運電梯直衝地面，但在落地前成功跳出，與懷孕的南玉一起倖存。然而，消防員吳炳滿和尹熙卻被困在地下室，氧氣逐漸耗盡。
李大浩與姜英基決定折返回大樓，計劃炸毀雨水儲存槽，利用洪水將被困倖存者沖往漢江，增加生還機率。但在最後關頭，姜英基遺失了遙控引爆器，最終選擇親自引爆炸藥，犧牲自己來換取眾人的生機。
隨著洪水沖出大樓，倖存者順利被救援團隊撈起，而Riverview Tower則全面倒塌。消防員李善宇與吳炳滿在救援現場敬禮，向隊長姜英基致敬。
在片尾字幕出現前，畫面中出現了一顆白色巧克力蛋糕，它原本是要送給姜英基的，卻靜靜地擺放在已經空無一人的烘焙店的展示櫃中。隨後，鏡頭轉向空拍畫面，顯示63大廈與Tower Sky倒塌後的遺跡，如今只剩下那座仍然屹立的120層Cityview Tower，四周則被從崩毀的Riverview Tower散落的厚重灰塵覆蓋。

## 演員
| 演員   | 角色   | 備註             |
| 薛耿求 | 姜英奇 | 消防隊隊長       |
| 金相慶 | 李達浩 | 設施管理組長     |
| 孫藝真 | 徐允熙 | 餐廳經理         |
| 金吝勸 | 吳秉萬 | 消防隊隊員       |
| 都枝寒 | 李善宇 | 消防隊菜鳥隊員   |
| 朴哲民 | 廚房長 |                  |
| 車仁杓 | 曹社長 | Tower Sky CEO    |
| 李漢偉 | 金長路 | Tower Sky新住戶  |
| 宋在浩 | 尹魯仁 |                  |
| 金盛吳 | 仁健   | 廚房員工         |
| 安聖基 |        | 汝矣島消防局局長 |
| 鄭仁基 | 車室長 |                  |
| 趙敏兒 | 李荷娜 | 達浩的女兒       |
| 李珠實 | 鄭女士 | 魯仁的女友       |
| 李昌洙 | 趙秘書 |                  |
| 李珠河 | 李敏靜 | 仁健的女友       |
| 權賢尚 | 姜英勳 | 清潔大嬸的兒子   |
| 閔英   | 南玉   | 逃難的孕婦       |

## 獎項提名
- 2013年第49屆百想藝術大賞
  - 提名－男子新人賞：都枝寒
  - 提名－男子人氣賞：都枝寒
  - 提名－男子人氣賞：薛耿求
  - 提名－女子人氣賞：孫藝真
- 2013年Mnet 20's Choice Awards
  - 提名－20's 最佳男新人賞：都枝寒
- 2013年第50屆大鐘獎
  - 獲獎－技術獎